# Pavel I al Rusiei
Pavel (rusă Па́вел I Петро́вич; Pavel Petrovich), (n. 20 septembrie/1 octombrie 1754, Sankt Petersburg, Imperiul Rus – d. 11/23 martie 1801, Sankt Petersburg, Imperiul Rus)  a fost împărat al Rusiei în perioada 1796 - 1801.

## Copilăria și tinerețea

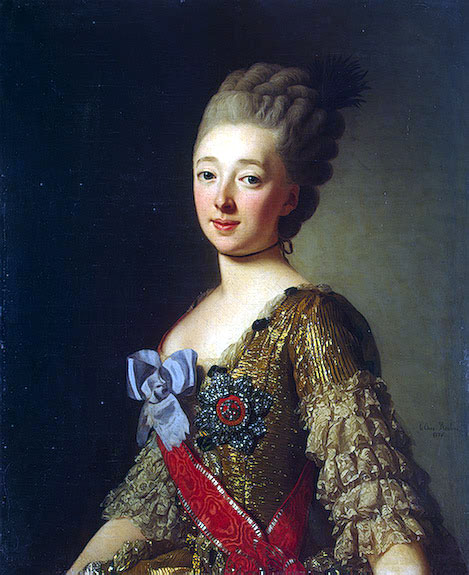
Marea Ducesă Natalia Alexeievna a Rusiei. Portret de Alexander Roslin, Muzeul Ermitaj.

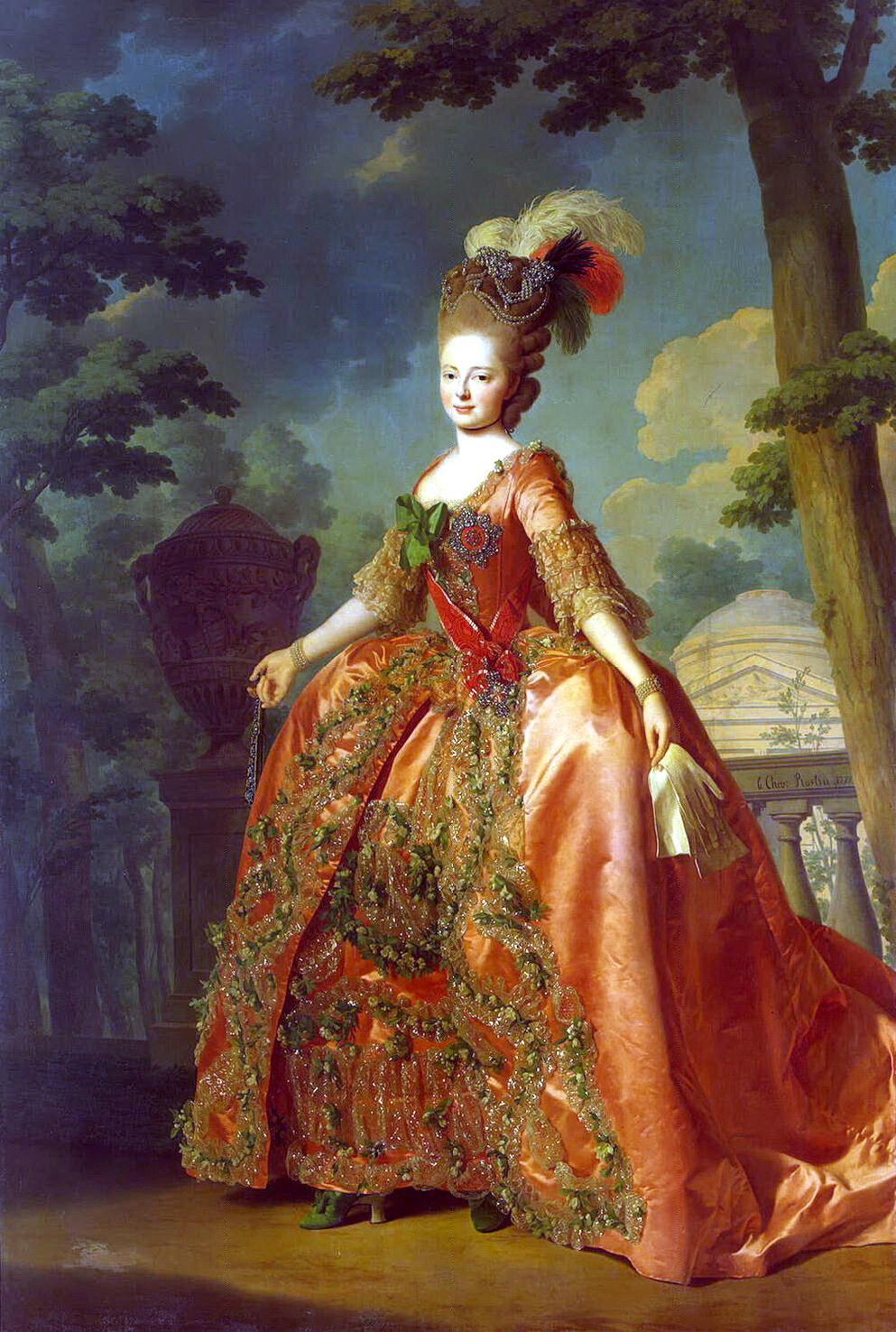
Maria Feodorovna, portret de Alexander Roslin.

Pavel s-a născut în Palatul împărătesei Elisabeta din St Petersburg. A fost fiul moștenitorului Elisabetei, Marele Duce Petru (mai târziu împăratul Petru al III-lea al Rusiei) și al soției lui Marea Ducesă Ecaterina (mai târziu împărăteasa Ecaterina a II-a a Rusiei). În memoriile ei, Ecaterina sugerează că tatăl lui Pavel n-a fost soțul ei Petru, ci iubitul ei, Serghei Saltikov. Cu toate că povestea a fost mult împrăștiată de către dușmanii lui Pavel, este destul de probabil ca acest lucru a fost pur și simplu o încercare de a pune la îndoială dreptul lui Pavel la tron. Fizic, el semăna cu Marele Duce Petru.
În timpul copilăriei sale, Pavel a fost luat din grija mamei sale de către împărăteasa Elisabeta. Ca băiat, Pavel era inteligent și frumos. Caracteristicile faciale de mai târziu sunt atribuite unei forme de tifos de care a suferit în 1771.
Ecaterina a avut mari probleme de a organiza prima căsătorie a lui Pavel cu Wilhelmina Louisa (care a dobândit numele rus de "Natalia Alexeievna"), una dintre fiicele lui Ludwig IX, Landgrave de Hesse-Darmstadt, în 1773. A permis ca Pavel să asiste la ședințele de consiliu pentru a fi instruit în viitoarea sa activitate de împărat. Profesorul său, Poroshin, se plângea de el că a fost "întotdeauna în grabă," că acționează și vorbește fără reflecție.
După ce prima sa soție a murit la naștere, mama sa i-a aranjat o altă căsătorie, la 7 octombrie 1776, cu frumoasa Sophie Dorothea de Württemberg, care a primit numele rus de Maria Feodorovna. În acest timp, Pavel a început să se amestece în intrigi de curte. Credea că este ținta unei încercări de asasinat. De asemenea, își suspecta mama că intenționează să-l omoare iar o dată a acuzat-o în mod deschis că ar fi vrut să-i pună în mâncare sticlă pisată.

## Domnie
Pavel a devenit împărat după ce Ecaterina a suferit un accident vascular la 5 noiembrie 1796 și a murit fără să-și recapete cunoștința. Prima lui măsură a fost să se intereseze dacă există un testament al Ecaterinei, așa cum existau zvonuri prin care el ar fi fost îndepărtat de la succesiune în favoarea fiului său cel mare, Alexandru. Aceste temeri, probabil, au contribuit la promulgarea de către Pavel a "Legilor paveline", care instituie principiul strict al primogeniturii în Casa Romanov și nu au fost modificate de către succesorii săi.
Armata, atunci gata să atace Persia, în conformitate cu ultimele ordine ale Ecaterinei, a fost rechemată în capitală în termen de o lună de la ascensiunea lui Pavel. Tatăl său, Petru, a fost reînhumat cu mare pompă în Catedrala Sfinții Petru și Pavel din Sankt Petersburg. Zvonurilor legate de nelegitimitatea sa, Pavel le-a răspuns prin inscripția în limba rusă de pe monumentul lui Petru I ridicat în timpul domnie lui Pavel, în apropiere de castelul St. Michael: "Pentru străbunic de la strănepot", o aluzie subtilă la declarația în latină a Ecaterinei "PETRO PRIMO CATHERINA SECUNDA" de pe faimoasa statuie a lui Petru "Călărețul din bronz" din St. Petersburg.
Împăratul Pavel a fost idealist și capabil de mare generozitate dar și mercantil și capabil de răzbunare. Pe parcursul primului an al domniei lui, Pavel a inversat multe dintre politicile dure ale mamei sale. Deși a acuzat mulți de iacobinism, a permis celui mai cunoscut critic al Ecaterinei, Aleksandr Nikolaevici Radișcev, să revină din exilul siberian. Împreună cu Radișcev, el l-a eliberat pe Nikolai Novikov din închisoarea Shlisselburg, și, de asemenea, pe Tadeusz Kościuszko; însă ambele persoane eliberate au fost ținute la moșiile lor sub supravegherea poliției. Vedea nobilimea rusă ca fiind decadentă și coruptă și a fost hotărât în a o transforma într-una disciplinată, principială, loială.
Acelora care s-au conformat viziunii sale de cavaler modern, de exemplu favoriții săi Kutuzov, Arakcheiev și Rostopchin, le-a dăruit mai mulți iobagi în cei 4 ani de domnie decât a dăruit mama sa iubiților ei în timpul celor 34 de ani de domnie. Cei care nu au împărtășit punctul lui de vedere cavaleristic au fost dizgrațiați.
În concordanță cu idealurile sale cavalerești, Pavel a fost numit Mare Maestru al Cavalerilor Ospitalieri cărora le-a dat adăpost după alungarea lor din Malta de către Napoleon. Conducerea lui a dus la crearea în Rusia a tradiției Cavalerilor Ospitalieri (Ordinul Maltez). Cu o mare cheltuială, a construit trei castele în jurul capitalei Rusiei. Mare parte din cauza iubirii cavalerești pe care i-a purtat-o Annei Lopuhina; relația se pare că a fost platonică și se înscria în felul său de a privi bărbăția cavalerească.
Împăratul Pavel a ordonat ca oasele lui Grigore Potiomkin, unul dintre iubiții mamei sale, să fie scoase și împrăștiate.